# Wembley Arena
La Wembley Arena, conosciuta come OVO Wembley Arena per motivi di sponsorizzazione, è un'arena multifunzionale, situata a Wembley, Londra; sorge di fronte al Wembley Stadium. È stata costruita per gli Empire Games del 1934 e in origine c'era una piscina, denominata appunto Empire Pool. La piscina fu usata l'ultima volta in occasione della XIV Olimpiade del 1948.
La Wembley Arena può ospitare un massimo, in posti a sedere, di 12 500 persone per i concerti; sebbene non sia la più grande arena presente a Londra, rimane una scelta preferita per molti eventi musicali, grazie alla migliore qualità del suono e miglior impianto backstage.